# Amphisbaena cubana
Espèce
Amphisbaena cubana est une espèce d'amphisbènes de la famille des Amphisbaenidae.

## Répartition
Cette espèce est endémique de Cuba. 

## Publication originale
- Peters, 1879 : Über vier neue amerikanische Amphisbaena-Arten. Monatsberichte der Königlichen Akademie der Wissenschaften zu Berlin, vol. 1878, p. 778-781 (texte intégral).